# Платон (Марковский)
Платон (в миру Пётр Алексеевич Марковский; ?—1867) — архимандрит Унженского Макариева монастыря Русской православной церкви (1850—1867).

## Биография
О детстве и мирской жизни Петра Марковского сведений практически не сохранилось, известно лишь, что он был уроженцем Воронежской губернии. Образование получил в Воронежской духовной семинарии, по окончании курса которой был рукоположён в священники в Воронежской епархии.
После смерти жены Пётр Марковский принял монашество с именем Платон и несколько лет был наместником Костромского Ипатьевского монастыря; затем — в сане архимандрита настоятельствовал в Авраамиевом Городецком Покровском монастыре близ Чухломы (с 1845 по 1850), откуда был переведён в Макарьево-Унженский монастырь, где прослужил до самой смерти.
Платон (Марковский) составил «Житие и чудеса преподобного отца Maкария, игумена обителей: св. Живоначальные Троицы, что на Желтых водах и Живоначальные же Троицы, что на реке Унже, взятое из Миней-Четиих» (Кострома, 1860).
Архимандрит Платон скончался в 1867 году.